# ジャッロ
ジャッロ（伊: Giallo、発音 ['ʤallo]）は、イタリアの20世紀の文学ジャンル、映画のジャンルである。フランスの幻想文学、犯罪小説、ホラー小説、エロティック文学に密接にかかわりがある。日本では、ジャーロと表記されることも多い。この語はジャンルの実作例にも使用される語であり、その場合、英語においても、イタリア語の複数形"gialli"（ジャッリ）を使用することもできる（日本語での使用は稀少である）。「ジャッロ」（giallo）の語はイタリア語で「黄色」を意味し（Wiktionary: giallo参照）、黄表紙のペーパーバックに装丁された同ジャンル小説の起源に由来している。

## 文学
「ジャッロ」（giallo）の語は、1929年にアルノルド・モンダドリ・エディトーレ社から最初に出版されたミステリー小説、犯罪小説の一連のパルプ・マガジン『ジャッロ・モンダドリ』（Giallo Mondadori）を記述したのが起源となっている。その黄表紙には、1920年代 - 1930年代アメリカの同ジャンルによく似たフーダニット小説が掲載されていた。英語のパルプ・フィクションとのこのリンクは、イタリア人作家がつねにアメリカ風のペンネームで書いていたことでも補強された。初期のジャッロの多くは、アメリカ小説のイタリア語への翻訳ものであった。
チープなペーパーバックとして出版されたが、「ジャッロ」小説の成功は、ほかの出版社の注意をすぐに惹きはじめ、各社のヴァージョンをリリースしはじめた。その際には黄表紙の伝統を引き継ぐことを忘れなかった。「ジャッロ」小説はとても人気で、アガサ・クリスティ、エドガー・ウォーレス、ジョルジュ・シムノンといった国外のミステリ小説、犯罪小説の作家たちの既成の作品ですら、イタリア国内での最初の出版の際には、「ジャッロ」と銘打たれた。『ジャッロ・モンダドリ』は現在も月刊で発行されており、同ジャンルでの世界でもっとも長寿な出版のひとつである。
このようにして、イタリア語において、「ジャッロ」の語をミステリ小説、犯罪小説、探偵小説を指す同義語と化した。英語においては、とくに映画のジャンルを定義する（後述）ときにはすでに流通している語であるが、それ以上にイタリア語においては一般的な意味をもっている。

## 映画
映画におけるジャンルとしての「ジャッロ」は1960年代に始まる。「ジャッロ」小説の映画化としてはじまったが、すぐに現代的な映画技法の進化をともなって、ユニークなジャンルをつくりだした。イタリア国外で「ジャッロ」として知られる映画は、イタリアでは「スリリング」（thrilling）あるいは単に「スリラー」（thriller）と呼ばれ、同語はまず、ダリオ・アルジェントやマリオ・バーヴァといった1970年代イタリアの古典作品群を通常は指す。

### 性格
「ジャッロ」映画の作品群は、過度の流血をフィーチャーした引き伸ばされた殺人シーンを特徴とし、スタイリッシュなカメラワークと異常な音楽のアレンジをともなう。字義通りのフーダニットの要素は保たれてはいるが、スプラッターなモダンホラーと結合し、イタリアで永年続いている伝統であるオペラを通じてフィルターをかけられ、荒唐無稽な「グラン・ギニョール」的な劇作を示す。通常、ふんだんなヌードや性描写をも含む。
「ジャッロ」作品は、狂気や疎外感、偏執病といった強力に心理学的なテーマを導入することを典型とする。たとえば、セルジオ・マルティーノ監督の‘‘Il tuo vizio è una stanza chiusa e solo io ne ho la chiave’’（Eye of the Black Cat、1972年）は、はっきりとエドガー・アラン・ポーの短篇小説『黒猫』を下敷きにしている。
印象的な音楽の使用でも有名である。ダリオ・アルジェント監督と作曲家エンニオ・モリコーネ、音楽監督のブルーノ・ニコライ、そしてのちのゴブリンとのコラボレーションがもっとも知られている。

### 発展
字義通りの「ジャッロ」の伝統を源泉とするのと同様に、「ジャッロ」映画の作品群は、まず、ドイツにおける「クリミ」現象にも影響を受けている。「クリミ」とは、エドガー・ウォーレスの小説を原作とした1960年代の白黒映画がそのオリジナルである。
映画ジャンルとしての「ジャッロ」を生み出した最初の作品はマリオ・バーヴァ監督の『知りすぎた少女』（La ragazza che sapeva troppo、1963年）である。同作のタイトルはアルフレッド・ヒッチコック監督の『知りすぎていた男』（1956年）を参照しており、アングロアメリカンカルチャーとの関係を再度強固にした。マリオ・バーヴァ監督の1964年の映画『モデル連続殺人!』（Sei donne per l'assassino）は、「ジャッロ」のエンブレムとなる要素を導入した。黒い皮手袋に光る凶器をもった仮面の殺人者、がそれである。この映画で犯人が着用していた黒い皮手袋、トレンチコート、中折れ帽は単にスタイリッシュなだけでなく、正体を容易に推測させないためのアイテムとしても有効に作用した。
すぐに「ジャッロ」は、強烈な色彩とスタイルの付加的な層をつけくわえ、固有のルールをもち、典型的なイタリア風味をもった固有のジャンルのひとつになった。「ジャッロ」の語は、ついに、ヘヴィであり演劇的でありスタイル化された視覚的要素の同意語となった。
1970年代に同ジャンルは絶頂期を迎え、数10作ものイタリア「ジャッロ」映画を公開した。同ジャンルを代表するもっとも有名な監督は、ダリオ・アルジェント、マリオ・バーヴァ、ルチオ・フルチ、アルド・ラド、セルジオ・マルティーノ、ウンベルト・レンツィ、プピ・アヴァティである。

### 主な作品一覧
| 公開年 | 作品名                                                     | 原題                                                            | 監督                           |
| ------ | ---------------------------------------------------------- | --------------------------------------------------------------- | ------------------------------ |
| 1962年 | 知りすぎた少女                                             | La ragazza che sapeva troppo                                    | マリオ・バーヴァ               |
| 1963年 | ブラック・サバス/恐怖!三つの顔                             | I tre volti della paura                                         | マリオ・バーヴァ               |
| 1963年 | 白い肌に狂う鞭                                             | La frusta e il corpo                                            | マリオ・バーヴァ               |
| 1964年 | モデル連続殺人!                                            | Sei donne per l'assassino                                       | マリオ・バーヴァ               |
| 1968年 | デボラの甘い肉体                                           | Il dolce corpo di Deborah                                       | ロモロ・グェッリエーリ         |
| 1968年 | Nude... si muore                                           | （日本未公開）                                                  | アントニオ・マルゲリーティ     |
| 1969年 | 歓びの毒牙                                                 | L'uccello dalle piume di cristallo                              | ダリオ・アルジェント           |
| 1969年 | 女の秘めごと                                               | Una sull'altra                                                  | ルチオ・フルチ                 |
| 1970年 | わたしは目撃者                                             | Il gatto a nove code                                            | ダリオ・アルジェント           |
| 1970年 | ファイブ・バンボーレ                                       | 5 bambole per la luna d'agosto                                  | マリオ・バーヴァ               |
| 1970年 | ワード夫人の奇妙な悪徳                                     | Lo strano vizio della signora Wardh                             | セルジオ・マルティーノ         |
| 1970年 | 禁じられた貴婦人の写真                                     | Le foto proibite di una signora per bene                        | ルチアーノ・エルコリ           |
| 1971年 | 4匹の蝿                                                    | 4 mosche di velluto grigio                                      | ダリオ・アルジェント           |
| 1971年 | 血みどろの入江                                             | Reazione a catena (Ecologia del delitto)                        | マリオ・バーヴァ               |
| 1971年 | 幻想殺人                                                   | Una lucertola con la pelle di donna                             | ルチオ・フルチ                 |
| 1971年 | タランチュラ                                               | La tarantola dal ventre nero                                    | パオロ・カヴァラ               |
| 1971年 | ストリッパー殺人事件                                       | La morte cammina con i tacchi alti                              | ルチアーノ・エルコリ           |
| 1971年 | La coda dello scorpione                                    | （日本未公開）                                                  | セルジオ・マルティーノ         |
| 1971年 | La corta notte delle bambole di vetro                      | （日本未公開）                                                  | アルド・ラド                   |
| 1971年 | La notte che Evelyn uscì dalla tomba                       | （日本未公開）                                                  | エミリオ・ミラーリア           |
| 1971年 | L'iguana dalla lingua di fuoco                             | （日本未公開）                                                  | リッカルド・フレーダ           |
| 1972年 | マッキラー                                                 | Non si sevizia un paperino                                      | ルチオ・フルチ                 |
| 1972年 | 美女連続殺人魔                                             | Perché quelle strane gocce di sangue sul corpo di Jennifer?     | ジュリアーノ・カルニメオ       |
| 1972年 | ソランジェ 残酷なメルヘン                                  | Cosa avete fatto a Solange?                                     | マッシモ・ダラマーノ           |
| 1972年 | 死んでいるのは誰?                                          | Chi l'ha vista morire                                           | アルド・ラド                   |
| 1972年 | SO SWEET, SO DEAD/ソー・スウィート,ソー・デッド            | Rivelazioni di un maniaco sessuale al capo della squadra mobile | ロベルト・ビアンキ・モンテーロ |
| 1972年 | Tutti i colori del buio                                    | （日本未公開）                                                  | セルジオ・マルティーノ         |
| 1972年 | Il tuo vizio è una stanza chiusa e solo io ne ho la chiave | （日本未公開）                                                  | セルジオ・マルティーノ         |
| 1972年 | La dama rossa uccide sette volte                           | （日本未公開）                                                  | エミリオ・ミラーリア           |
| 1972年 | La morte accarezza a mezzanotte                            | （日本未公開）                                                  | ルチアーノ・エルコリ           |
| 1972年 | 柔肌の狩人/ダンサー連続殺人事件                            | Passi di danza su una lama di rasoio                            | マウリツィオ・プラドー         |
| 1972年 | 声なき殺人者                                               | Il coltello di ghiaccio                                         | ウンベルト・レンツィ           |
| 1972年 | 尼僧連続殺人 天井裏・のぞき穴の秘密                        | L'arma l'ora il movente                                         | フランチェスコ・マッツェイ     |
| 1972年 | Un bianco vestito per Marialé                              | （日本未公開）                                                  | ロマーノ・スカヴォリーニ       |
| 1973年 | 影なき淫獣                                                 | I corpi presentano tracce di violenza carnale                   | セルジオ・マルティーノ         |
| 1974年 | 殺人迷路                                                   | L'uomo senza memoria                                            | ドゥッチョ・テッサリ           |
| 1974年 | スパズモ                                                   | Spasmo                                                          | ウンベルト・レンツィ           |
| 1974年 | Il profumo della signora in nero                           | （日本未公開）                                                  | フランチェスコ・バリッリ       |
| 1974年 | La polizia chiede aiuto                                    | （日本未公開）                                                  | マッシモ・ダラマーノ           |
| 1974年 | Una libélula para cada muerto                              | （日本未公開）                                                  | レオン・クリモフスキー         |
| 1975年 | サスペリアPART2                                            | Profondo rosso                                                  | ダリオ・アルジェント           |
| 1975年 | 炎のいけにえ                                               | Macchie solari                                                  | アルマンド・クリスピーノ       |
| 1975年 | Nude per l'assassino                                       | （日本未公開）                                                  | アンドレア・ビアンキ           |
| 1976年 | ルチオ・フルチのザ・サイキック                             | Sette note in nero                                              | ルチオ・フルチ                 |
| 1976年 | 笑む窓のある家                                             | La casa dalle finestre che ridono                               | プピ・アヴァティ               |
| 1976年 | コリンヌ・クレリー/濡れたダイヤ                            | ...e tanta paura                                                | パオロ・カヴァラ               |
| 1977年 | 美人ダンサー襲撃                                           | Il gatto dagli occhi di giada                                   | アントニオ・ビド               |
| 1978年 | ソラメンテ・ネロ                                           | Solamente nero                                                  | アントニオ・ビド               |
| 1978年 | 濡れたウィークエンド/女子学生寮半裸惨殺死体の謎            | Enigma rosso                                                    | アルベルト・ネグリン           |
| 1979年 | Giallo a Venezia                                           | （日本未公開）                                                  | マリオ・ランディ               |
| 1982年 | シャドー                                                   | Tenebre                                                         | ダリオ・アルジェント           |
| 1982年 | ザ・リッパー                                               | Lo squartatore di New York                                      | ルチオ・フルチ                 |
| 1982年 | De Potloodmoorden                                          | （日本未公開）                                                  | Guy Lee Thys                   |
| 1983年 | 暗闇の殺意                                                 | La casa con la scala nel buio                                   | ランベルト・バーヴァ           |
| 1984年 | ルチオ・フルチのマーダロック                               | Murderock: Uccide a passo di danza                              | ルチオ・フルチ                 |
| 1985年 | ドレスの下はからっぽ                                       | Sotto il vestito niente                                         | カルロ・ヴァンツィーナ         |
| 1986年 | キャロルは真夜中に殺される                                 | Morirai a mezzanotte                                            | ランベルト・バーヴァ           |
| 1987年 | オペラ座/血の喝采                                          | Opera                                                           | ダリオ・アルジェント           |
| 1987年 | デモンズ・キラー/美人モデル猟奇連続殺人                    | Le foto di Gioia                                                | ランベルト・バーヴァ           |
| 1988年 | 華麗なる殺人/死ぬには美しすぎて                            | Sotto il vestito niente II                                      | ダリオ・ピアーナ               |
| 1992年 | ボディ・パズル                                             | Body Puzzle (Misteria)                                          | ランベルト・バーヴァ           |
| 1993年 | トラウマ/鮮血の叫び                                        | Trauma                                                          | ダリオ・アルジェント           |
| 1996年 | サスペリア2000                                             | Fatal Frames - Fotogrammi mortali                               | アル・フェスタ                 |
| 2000年 | スリープレス                                               | Non ho Sonno                                                    | ダリオ・アルジェント           |
| 2005年 | ザ・トーチャー/拷問人                                      | The Torturer                                                    | ランベルト・バーヴァ           |
| 2011年 | Sotto il vestito niente - L'ultima sfilata                 | （日本未公開）                                                  | カルロ・ヴァンツィーナ         |
| 2012年 | タルパ/欲望の悪魔                                          | Tulpa - Perdizioni mortali                                      | フェデリコ・ザンパリオーネ     |

## イタリアの推理小説
ジャッロという言葉から非イタリア人が思い描くイメージは、多くがマリオ・バーヴァやダリオ・アルジェントの映画からの印象である。イタリアでは推理小説も盛んでありそれらも当然ジャッロ（libro giallo, romanzo giallo）と呼ばれているが、イタリアの推理小説は映画から思い浮かぶ印象とはかなり異なる。
映画のジャッロは恐怖と残酷を強調した猟奇スリラーが目立つのに対し、小説のジャッロは多くの作家がジョルジュ・シムノンから影響を受けている。イタリアの推理小説界では戦前から現在に至るまで、犯罪の背景となる社会と風土を描いた文学的な作品が主流である。
イタリア推理小説界には総じて社会性を重視した作家が多く、奇想天外なトリックやロジカルな謎解きに興味を持つ作家はほとんどいない。イタリア国民はアガサ・クリスティーやジョン・ディクスン・カーといった本格派の作家を好んで読むが、イタリア文学界にはトリックの謎解きを中心とした推理小説は根づかなかった。レイモンド・チャンドラーもイタリアで人気のある作家である。チャンドラーから影響を受けた作家は主にアメリカ人の変名を用いてペーパーバック書き下ろしを量産する傾向にある。イタリア・ハードボイルド派の代表的な作家は初期のフランコ・エンナ（後述）や、映画脚本家として名高いセルジオ・ドナーティ（Sergio Donati、1933 - 2025）である。

### アレッサンドロ・ヴァラルド
1929年に刊行を開始した探偵小説叢書ジャッロ・モンダドーリは当初、イタリア国外からの翻訳書を専門にしていた。しかし1930年にイタリア政府の大衆文化省が外国文学の翻訳数に規制を設けたことで、1931年からイタリア人作家の小説の刊行を開始する。
ジャッロ・モンダドーリの最初のイタリア作品がアレッサンドロ・ヴァラルド（Alessandro Varaldo、1873 - 1953）の‘‘Il sette bello’’（ダイヤの7）である。ヴァラルドは純文学や戯曲の作家から推理小説に転向した作家であった。ヴァラルドの推理小説が刊行された当初は、その19世紀的な価値観とスタイルに基づく古典的な小説はファシズムの倫理観から逸脱しないとして、ベニート・ムッソリーニらファシスト党幹部からも概ね歓迎される傾向にあった。
しかし1941年にファシスト政権の大衆文化省が、推理小説を非教育的な文学として全面的に規制する政策を取ると、ジャッロ・モンダドーリの刊行中止とともにヴァラルドの推理小説執筆も中断を余儀なくされる。また、ファシスト政権崩壊後になると、ヴァラルドの19世紀的なスタイルによる古典的な探偵小説は戦後のイタリア人にとってあまりに現実離れしたものとして忘れ去られてしまった。

### 戦前派の巨匠、アウグスト・デ・アンジェリス、エツィオ・デリーコ
戦前のイタリアで重要な推理作家は、アウグスト・デ・アンジェリス（Augusto de Angelis、1888 - 1944）とエツィオ・デリーコ（Ezio D'Errico、1892 - 1972）が挙げられる。この二人はいずれもシムノンの影響を受けた作風であり、イタリア推理小説の基礎を築いた。特にデリーコは江戸川乱歩にも注目されていた。
アウグスト・デ・アンジェリスはシムノンのメグレ警視の影響下にあるカルロ・デ・ヴィンチェンツィ警視シリーズを執筆した。ミラノを舞台にした推理小説でベストセラー作家となるが、新聞に寄稿した記事が反ファシズム的であるとしてファシスト政権からの弾圧にさらされ、1944年にファシストの暴行を受けて死亡した。作品は戦後に再評価され、「イタリア推理小説の父」と呼ばれている。1970年代にはデ・ヴィンチェンツィ警視シリーズがパオロ・ストッパ主演によりTVドラマ化された。
エツィオ・デリーコはデ・アンジェリス以上にシムノンの影響を受けており、ほとんどの推理小説の舞台をフランスに設定している。シリーズキャラクターもメグレの影響を受けたパリ警視庁のエミリオ・リシャール警視である。ファシズムによる推理小説への規制などもあり、次第に推理小説よりも戯曲の執筆に力を入れるようになった。
ファシスト党首ベニート・ムッソリーニは当初、推理小説で描かれる勧善懲悪はファシズムの倫理観に合致すると考えていたが、次第に推理小説の流行はイタリアの治安悪化を招くとの考えに至り、規制強化を主張する。1941年には大衆文化省による推理小説規制が施行され、前述のアウグスト・デ・アンジェリスのようにファシストから攻撃される作家も多く、ほとんどの作家が作品発表の場を失った。

### ジョルジョ・シェルバネンコ
ファシスト政権が崩壊して以降、作家たちは徐々に推理小説の発表を再開していく。戦後の推理作家としては、ウクライナからイタリアに帰化した作家ジョルジョ・シェルバネンコ（Giorgio Scerbanenco、1911 - 1969）が代表者とされている。戦前から作家活動を始めているが、初期の作品はアメリカを舞台にしており、ボストン警察のアーサー・ジェリングを探偵役にしたシリーズを連作。この時期はコナン・ドイルやエドガー・ウォーレスの英国ミステリーに影響を受けた通俗的な作風だったが、ファシスト政権下において次第に沈黙を余儀なくされた。
戦後に執筆を再開すると、ジョルジュ・シムノンの影響を受けた作風に変化し、作者が居住していたミラノの社会を描くことで文学的な評価を得た。安楽死事件をきっかけに医師から刑事に転職したドゥーカ・ランベルティ警視が登場するシリーズが代表作である。

### レオナルド・シャーシャ
イタリアの社会問題をテーマにした推理作家としてレオナルド・シャーシャ（1921 - 1989）の評価も高い。シェルバネンコがミラノを舞台に保守的な姿勢で社会問題を取り上げたのに対し、シャーシャはシチリア人の視点で権力への批判をこめてイタリアの姿を描いた。
特に1961年の『真昼のふくろう』は、イタリア文学が初めてマフィアを描いた画期的作品として高く評価されている。作品の多くが犯罪の謎解きをテーマにしているが、筆致は文学的で難解な部分もあるため、大衆的ミステリーというより推理小説の手法を用いた実存主義文学に近い。

### アンドレア・カミッレーリ
シャーシャと同じくシチリア出身のアンドレア・カミッレーリ（1925 - 2019）も高い評価を得ている。1980年から歴史小説を書き始めたが、1990年代に推理小説を執筆したことで大衆的な人気を手にした。
カミッレーリはイタリア放送協会のドラマでシムノンのメグレ警視シリーズの脚本を書いた経験がある。1994年から執筆を開始したモンタルバーノ警視シリーズもシムノンの影響を受けており、ルカ・ジンガレッティ主演でTVドラマ化されて高い人気を得ている。作風はシャーシャと同様、シチリアの社会問題を反映させた社会派ミステリーであるが、シャーシャに比べると通俗的で大衆に親しまれている。視力を喪失してからも口述筆記により創作活動を続け、2019年に亡くなるまで人気作家の座に君臨した。

### ロリアーノ・マッキアヴェッリ
ロリアーノ・マッキアヴェッリ（Loriano Macchiavelli、1934 -）は1960年代から演劇活動を行っており、多数の戯曲を執筆するとともに劇団の主宰、舞台劇の演出、さらには俳優として出演もしていた。1974年、ボローニャ警察の巡査長サルティ、アントニオ（姓、名の順で表記される）を探偵役とする推理小説‘‘Le piste dell’attentato’’（攻撃の痕跡）を、ペーパーバック出版社カンピローニ社の推理小説叢書の一冊として刊行して作家デビューした。なお、当時同じ叢書からデビューした作家の中には、後にホラー小説やホラー漫画原作者として知られるティツィアーノ・スクラーヴィ（Tiziano Sclavi、デビュー当時はフランチェスコ・アルジェント名義）もいた。
カンピローニ社の推理小説叢書は短命に終わったが、マッキアヴェッリは翌年に他社からサルティ巡査長シリーズの続編‘‘Fiori alla memoria’’（記憶に咲く花）を発表し、その後も推理作家としての地位を確立して行った。サルティ巡査長シリーズの初期作品はいずれも作者が住むボローニャを舞台としており、鉛の時代と呼ばれテロが横行していた70年代イタリアの世相を反映した社会派ミステリーである。80年代以降も社会的なテーマを取り入れたミステリーを書き続け、高い評価を得た。
1990年代にサルティ巡査長シリーズがTVドラマ化された際は、ボローニャ出身の俳優でプピ・アヴァティ作品の常連であるジャンニ・カヴィーナがサルティ巡査長を演じ、脚本にはダルダノ・サッケッティが参加した。マッキアヴェッリはその他に、児童向けの少年探偵シリーズを執筆したり、地元ボローニャで文学サークルを開催して後進の作家を育成（後述するカルロ・ルカレッリも彼のサークル出身である）するなど精力的に活動している。

### その他のイタリア社会派ミステリ作家たち
- フランコ・エンナ（Franco Enna、1921 - 1990）

シャーシャ、カミッレーリと並ぶシチリア派の推理作家の一人としてフランコ・エンナも知られている。当初はアメリカ的な変名を用いてダシール・ハメット風の私立探偵小説を執筆していたが、次第にレオナルド・シャーシャのようにシチリアを舞台とした犯罪小説を手がけるようになる。シチリアが舞台となるフェデリコ・サルトリ警視シリーズを書くようになって以降は「イタリアのシムノン」と呼ばれ、イタリア国内のみならずフランスでも広く読まれた。
- レナート・オリヴィエリ（Renato Olivieri、1925 - 2013）

新聞記者及び編集者を経て、1978年にシムノンの影響を受けた推理小説『コドラ事件』を発表し作家に転身。シェルバネンコと同様にミラノを舞台とした社会派推理小説を連作し、日本では『コドラ事件』と『呪われた祝日』が翻訳されている。シリーズ・キャラクターのアンブロージオ警視は映画でウーゴ・トニャッツィが演じた。
- フルッテロとルチェンティーニ（Fruttero & Lucentini）

カルロ・フルッテロ（1926 - 2012）とフランコ・ルチェンティーニ（1920 - 2002）のコンビ作家。評論や翻訳で活躍していた二人は、1972年にユーモア風の社会派推理小説『日曜日の女』を合作し、ベストセラーとなる。同作はルイジ・コメンチーニ監督により映画化され、シリーズ・キャラクターのサンタマリア警視はマルチェロ・マストロヤンニが演じた。同シリーズの‘‘A che punto è la notte’’も1994年にTVドラマ化され、サンタマリア警視役はマストロヤンニが再度演じた。

### ラウラ・トスカーノと通俗猟奇スリラー
シムノンの影響を受けた社会派の推理作家に比べて、純粋に娯楽性を追及した作家はイタリアでは評価されなかった。強いて挙げるなら、ラウラ・トスカーノ（1944 - 2009）がマニアから支持されている。トスカーノはペーパーバック書き下ろしの怪奇小説を書いていた作家だが、1960年代後半から異常心理をテーマにしたスリラー小説を書き始める。1968年の精神病院を舞台にしたスリラー‘‘La fossa dei serpenti’’（蛇の穴）はロバート・ブロックからの影響が顕著なサイコ・スリラーであった。
さらにその後もロバート・ブロックの小説やダリオ・アルジェント監督の映画から影響を受けた猟奇的ミステリーを執筆している。アルジェント監督の『歓びの毒牙』（1969）の影響下にある‘‘Sul filo di rasoio’’（カミソリの刃）、女子学生寮を舞台に黒手袋をはめカミソリを持った殺人鬼が暗躍する「ソロリティ・ハウス」物のスリラー‘‘Il ‘‘college’’ della morte’’（死の学園）、夫フランコ・マロッタと合作した死体愛好家の連続殺人鬼の手記をめぐるサイコ・スリラー‘‘Parossismo’’（発作）の評価が高い。非イタリア人が思い浮かべるジャッロのイメージに最も近い作品を書いていたのがトスカーノであるが、イタリアの文学界において彼女の作品はあくまで異端扱いである。
トスカーノと同様にペーパーバック書き下ろしで通俗的なスリラーを執筆した作家の一例は以下の通り。
- ピノ・ベッリ（Pino Belli、1921 - 1968）

貴族階級の作家ピノ・ベッリ伯爵は、マックス・デイヴやエドウィン・ストーンなど複数のペンネームを用いて推理小説、ホラー小説、スパイ小説を執筆した。1961年の‘‘La vecchia poltrona’’（古い肘掛け椅子）は、ボワロー＝ナルスジャックの『悪魔のような女』を換骨奪胎したスリラー。リッカルド・フレーダ監督により‘‘Lo spettro’’（1963）として作者に無断で映画化された。また、1961年に発表した‘‘La nebbia  e il sangue’’（霧と血）は、切り裂きジャックをモチーフとした連続殺人もののミステリーに、冤罪という要素を組み合わせたサイコ・サスペンス小説の佳作として評価されている。
- レナート・カロッチ（Renato Carocci、生没年不明）

多作で知られるレナート・カロッチの経歴ははっきりしていないが、歴史研究及び出版社経営を行うカロッチ家（アルベルト・カロッチと息子ジャンピエロが知られる）の親族と思われる。本名で戦争小説を発表した後、英米人やフランス人の名義を使い分けてペーパーバック書き下ろしによる推理小説、ホラー小説、スパイ小説を量産した。特にホラーとミステリで知られており、恐怖短編小説‘‘Una scommessa’’（賭け）が近年イタリアのホラー小説専門誌で再評価された。推理小説では1966年の‘‘Un sorriso nel buio’’（闇の中の微笑み）などがある。
- ジョヴァンニ・シモネッリ（Giovanni Simonelli、1926 - 2007）

ジョヴァンニ・シモネッリは映画脚本家としてアントニオ・マルゲリーティ監督による「ソロリティ・ハウス」物スリラー映画‘‘Nude... si muore’’（1968）などのシナリオを書いたことで知られるが、作家及び出版編集者でもあった。1961年に刊行した小説‘‘10 bare e un sepolcro’’（ひとつの墓場に棺が10個）は、アガサ・クリスティーの『そして誰もいなくなった』を下敷きにしながら、吸血鬼伝説を絡めてオカルト風に焼き直した怪奇ミステリである。ブラックユーモアの味わいと皮肉なオチをつけて手堅くまとめている。1970年にはダリオ・アルジェント風のサイコ・スリラー‘‘Jack lo sventratore’’（腹裂きジャック）を発表。その他に、1956年の‘‘Delitto a Capri’’（カプリ島の殺人）などの推理小説を発表している。
ベッリ、カロッチ、シモネッリのようなペーパーバック作家は、今日のイタリアではほとんど忘れ去られている。

### ウンベルト・エーコと歴史ミステリー
1980年にウンベルト・エーコ（1932 - 2016）の『薔薇の名前』が発表されて以降、イタリアでは歴史推理小説も盛んに執筆されている。代表的な作家はヴァレリオ・エヴァンジェリスティ（1952 - 2022）、ジュリオ・レオーニ（1951 -）、マッシモ・ピエトロゼッリ（1964 -）などである。
イタリアにおける江戸川乱歩賞に近いミステリー文学新人賞のアルベルト・テデスキ賞（Premio Tedeschi、アルベルト・テデスキはジャッロ・モンダドーリ叢書の初代編集長）では近年、警官による犯罪捜査の推理小説と並んで歴史ミステリーの受賞も多い。2015年受賞のディエゴ・ラーマ作‘‘La collera di Napoli’’（ナポリのコレラ）はコレラ禍に揺れる19世紀のナポリを舞台にしており、2016年受賞のパオロ・ランツォッティ作‘‘La voce delle ombre’’（影の声）は1848年革命直後のヴェネツィアが舞台である。2018年受賞のアルベルト・オドーネ作‘‘La meccanica del delitto’’（犯罪のメカニズム）は第一次大戦後のナチス台頭前夜のドイツを舞台にした歴史ミステリーである。

### ウンベルト・レンツィ
映画監督のウンベルト・レンツィ（1931 - 2017）も推理小説家の顔を持つ。1970年代には雑誌掲載の短編小説を発表しており、ジェームズ・M・ケイン風の犯罪物語に皮肉なオチをつけたミステリーを書いていた。映画監督を引退後は本格的に長編小説を発表した。
2008年の‘‘Delitti a Cinecittà’’（チネチッタ殺人事件）を始めとして、ファシスト政権に警察職を追われた探偵ブルーノ・アストルフィをシリーズ・キャラクターとした推理小説を連作。ファシスト政権下のチネチッタ撮影所を舞台にカルミネ・ガローネやリッカルド・フレーダなど実在の映画人が登場する歴史ミステリーであった。70年代にレンツィが監督したポリス・アクション映画は右翼的との批判を受けたこともあるが、映画会社の介入を受けずにレンツィが執筆した小説は一貫してリベラルな立場から反戦と反ファシズムをテーマにしている。

### カルロ・ルカレッリ
カルロ・ルカレッリ（Carlo Lucarelli、1960 -）も1990年代以降に高い評価を得たイタリアの作家である。代表作のデ・ルーカ警部シリーズは、1938年から1948年のボローニャを舞台に、ファシスト政権の絶頂期から崩壊後までを背景にした社会派歴史ミステリーである。アキッレ・デ・ルーカ警部はファシストにもパルチザンにも与せず真実の追及のみを目的とするキャラクターであり、彼もまたシムノンのメグレ警視の影響下にあるといえる。デ・ルーカ警部シリーズは多くの読者から支持され、アレッサンドロ・プレツィオージ主演によるTVドラマ版も好評となった。
その後、デ・ルーカとは対照的な性格を持つボローニャの不良警官コリアンドロ刑事シリーズの執筆を開始。フランスのフレデリック・ダールによるサン・アントニオ警視シリーズを彷彿とさせるブラック・コメディ風の警察小説であり、こちらも人気シリーズとなって人気俳優ジャンパオロ・モレッリ主演でTVドラマ化された。さらに2013年からは女性警官グラツィア・ネグロ刑事シリーズを連作している。

### その他のイタリア人作家
近年ではイタリアの推理小説は国際的な評価を受ける機会が増えている。
現代の代表的な作家の一例は次の通り。
- ジャンカルロ・デ・カタルド（1956 -）
- マウリツィオ・デ・ジョヴァンニ（1958 -）
- ジャンリーコ・カロフィーリオ（1961 -）
- サンドローネ・ダツィエーリ（1964 -）
- ドナート・カッリージ（1973 -）

2022年のアルベルト・テデスキ賞は、日本在住のイタリア人遺伝子研究者マッテオ・グェッリーニによる『憎悪』Zōo - La rabbiaが受賞した。東京を舞台に、原警部と若手の鈴木刑事がレイプ犯の殺害に始まる連続殺人を捜査するハードボイルド風の警察小説である。

### ブログ
- Killing in Style: A blog about the Giallo
- giallo fever: A blog about the Giallo
- The Film Walrus Reviews: a blog about the Giallo and other cult cinema